# فيل هاريس
فيل هاريس (بالإنجليزية: Phil Harris) (و. 1904 – 1995 م) هو مغني، وممثل، وموزع، وموسيقي، وممثل دُبلاج، وممثل أفلام، من الولايات المتحدة الأمريكية، ولد في إنديانا، توفي في رانتشو ميراج، ريفيرسيدي، كاليفورنيا، عن عمر يناهز 91 عاماً بسبب نوبة قلبية.

## وصلات خارجية
- فيل هاريس على موقع IMDb (الإنجليزية)
- فيل هاريس على موقع ألو سيني (الفرنسية)
- فيل هاريس على موقع ميوزك برينز (الإنجليزية)
- فيل هاريس على موقع أول موفي (الإنجليزية)
- فيل هاريس على موقع قاعدة بيانات برودواي على الإنترنت (الإنجليزية)
- فيل هاريس على موقع قاعدة بيانات الأفلام السويدية (السويدية)
- فيل هاريس على موقع إن إن دي بي (الإنجليزية)
- فيل هاريس على موقع أول ميوزيك (الإنجليزية)
- فيل هاريس على موقع ديسكوغز (الإنجليزية)
- فيل هاريس على موقع قاعدة بيانات الفيلم (الإنجليزية)